# Schwengskopf
Schwengskopf ist die Bezeichnung eines 493 m ü. NN hohen Berges südwestlich vom früheren Kloster Himmelpforten beim Stadtteil Hasserode von Wernigerode im Harz. Der Berg wurde vermutlich nach einer Familie Schwenck, die seit 1570 hier nachweisbar ist, oder nach einer früheren Wegebezeichnung benannt
1520 wurde er als dat Schwencke nedder erstmals urkundlich erwähnt. 1739 findet sich auf einer Karte die Bezeichnung Schwenckberg.